# Lương Sơn (thị trấn), Lương Sơn
Lương Sơn là thị trấn huyện lỵ của huyện Lương Sơn, tỉnh Hòa Bình, Việt Nam.

## Địa lý
Thị trấn Lương Sơn nằm trên quốc lộ 6A và 12B, cách Hà Nội 40 km, là cửa ngõ phía đông của tỉnh Hòa Bình, đầu nối giữa thủ đô Hà Nội và Tây Bắc Bộ, có vị trí địa lý: 
- Phía đông giáp thành phố Hà Nội và xã Hòa Sơn
- Phía bắc giáp thành phố Hà Nội
- Phía tây giáp xã Lâm Sơn
- Phía nam giáp xã Tân Vinh và xã Nhuận Trạch.

Lương Sơn là đô thị lớn thứ hai của tỉnh Hòa Bình (chỉ sau thành phố Hòa Bình), với quy mô dân số năm 2008 khoảng 14.000 người.
Thị trấn Lương Sơn có diện tích 17,3 km², dân số năm 1999 là 10.647 người, mật độ dân số đạt 615 người/km².

## Lịch sử
Thị trấn Lương Sơn được thành lập vào ngày 6 tháng 9 năm 1986 theo Quyết định 103-HĐBT của Hội đồng Bộ trưởng trên cơ sở giải thể thị trấn Nông trường Cửu Long và xã Hùng Sơn. Sau khi thành lập, thị trấn có 1.925 ha diện tích tự nhiên và 8.065 người.
Ngày 20 tháng 11 năm 2019, Bộ Xây dựng ban hành Quyết định số 986/QĐ-BXD về việc công nhận thị trấn Lương Sơn và khu vực mở rộng đạt tiêu chí đô thị loại IV.

## Hành chính
Thị trấn Lương Sơn được chia thành 15 tiểu khu: 1, 2, 3, 4, 5, 6, 7, 8, 9, 10, 11, 12, 13, 14, 15 và 3 xóm: Mòng, Đồng Bái, Mỏ.